# 고덕
고덕(固德)은 백제의 제9품 관등이다. 260년 고이왕 27년 개혁으로 만들어졌다. 정원은 정해져 있지 않았으며, 비색의 공복과 붉은색의 띠를 둘렀다.